# 维尔河畔拉芒斯利耶尔
维尔河畔拉芒斯利耶尔（法語：La Mancellière-sur-Vire，法語發音：[la mɑ̃s(ə)ljɛʁ syʁ viʁ]）是法国芒什省的一个旧市镇，属于圣洛区。2016年，维尔河畔拉芒斯利耶尔与临近的3个市镇合并为新市镇布尔瓦莱。

## 地理
维尔河畔拉芒斯利耶尔（49°4'8"N, 1°4'13"W）面积6.8 平方千米，位于法国诺曼底大区芒什省，该省份为法国西北部沿海省份，西、北、东北三面环大西洋，东起顺时针与卡爾瓦多斯省、奧恩省、马耶讷省和伊勒-维莱讷省接壤。
与维尔河畔拉芒斯利耶尔接壤的市镇（或旧市镇、城区）包括：博德尔、维尔河畔孔代、古法勒尔、圣龙费尔、维尔河畔圣苏珊。

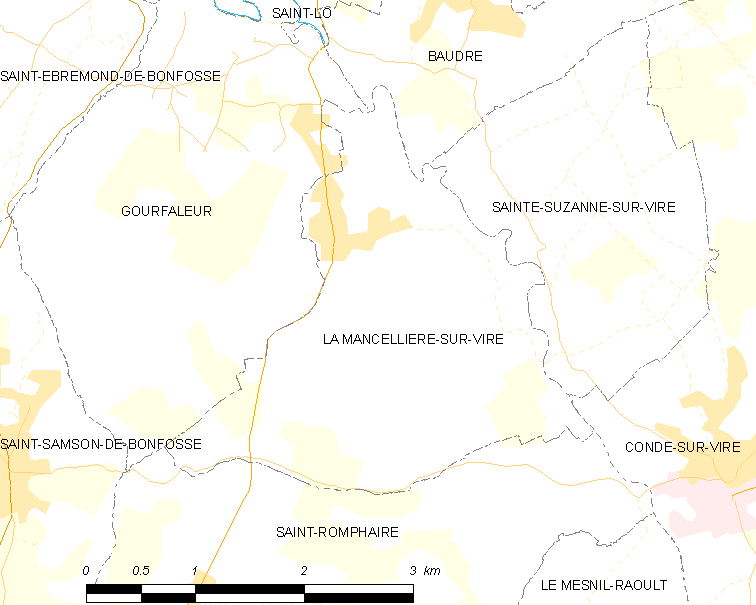
维尔河畔拉芒斯利耶尔的OSM定位图

维尔河畔拉芒斯利耶尔的时区为UTC+01:00、UTC+02:00（夏令时）。

## 行政
维尔河畔拉芒斯利耶尔的邮政编码为50750，INSEE市镇编码为50287。

## 政治
维尔河畔拉芒斯利耶尔所属的省级选区为圣洛第二县。

## 人口

1962-2008年间维尔河畔拉芒斯利耶尔人口变化图示

维尔河畔拉芒斯利耶尔于2018年1月1日时的人口数量为519人。